# ウイルスバスター モバイル for Android
ウイルスバスター モバイル for Android（Trend Micro Mobile Security for Android） は、トレンドマイクロ株式会社が開発・販売する、Android端末向けセキュリティソフトである。